# Drève du Relais des Dames
La drève du Relais des Dames est un chemin forestier bruxellois de la commune d'Auderghem et de Watermael-Boitsfort en Forêt de Soignes qui part de la chaussée de Wavre pour rejoindre la drève du Comte de Flandre afin de rallier la chaussée de La Hulpe.